# The Bangles
A The Bangles egy kizárólag lányokból álló amerikai pop-rock együttes, amely Los Angelesben alakult, 1981-ben. Működésük első szakaszában, amely 1989-ig tartott, számos világslágerük született, mint például a Walk Like an Egyptian, a Manic Monday, a Hazy Shade of Winter és az Eternal Flame. Közel egy évtizednyi szünet után 1999-ben újraalakultak, azóta két albumot adtak ki.

## Története
Susanna Hoffs és két barátnője, a Peterson-nővérek – Vicki és Debbi – 1980 decemberében alakítottak meg egy lánybandát Los Angelesben, The Bangs néven, és az 1960-as évek rockzenéjének stílusában kezdtek zenélni. 1981-ben a trió megjelentetett egy kislemezt, amelyen a Getting Out of Hand és a Call on Me című számok szerepeltek. Következő lemezük, amelyen már Annette Zilinskas is közreműködött basszusgitáron, a The Real World címet kapta, nevüket egyúttal – egy jogi vita miatt – Bangles-re változtatták. Zilinskas rövidesen elhagyta az együttest, helyére a szintén csak lányokból álló The Runawaysből érkezett Michael Steele lépett.
Debütáló albumukat a Columbia Records adta ki, All Over the Place címmel, 1984-ben, melynek leginkább közismertté vált számai a Hero Takes a Fall és a Going Down to Liverpool voltak. A lemez kedvező fogadtatásban részesült, melynek hatására az ismertségük és elismertségük is növekedett, így például közreműködhettek Cyndi Lauper egy turnéján is. Felfigyelt rájuk Prince is, aki átadta nekik Manic Monday című számát, amelyet 1984-ben eredetileg saját zenekara, az Apollonia 6 számára írt. A Manic Monday meghozta az együttesnek a világhírt, hiszen számos slágerlista élére jutott fel, nemcsak Amerikában, de Európa több országában is.
Második lemezük Different Light címmel jelent meg 1986-ban, és két legnépszerűbb számával, az albumot nyitó Manic Monday-jel és a szintén világslágerré vált Walk Like an Egyptiannel a rockzenei mainstreambe emelte a Banglest. Pedig a lemez kiadása előtt az együttes tagjai megosztottak voltak azzal kapcsolatban, hogy ez utóbbi szám vajon sikert vagy kudarcot hoz-e majd. A megjelenést követően azonban – nem kis meglepetésükre – azzal szembesültek, hogy a dal nagy számú új rajongót hozott a számukra, főként a fiatal lányok köréből.

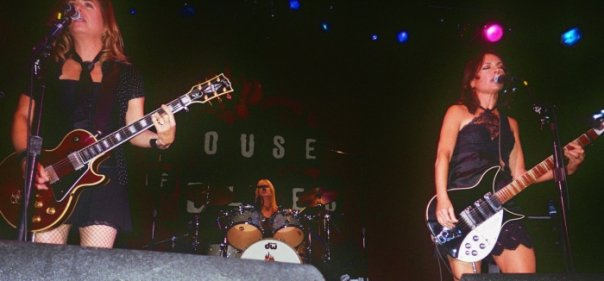
Egy 2007-es, clevelandi koncertjükön

Egyre erősödő súrlódást okozott az együttesben, hogy a zeneipar és a média elkezdte kiemelni és külön sztárolni Susannát, amihez hozzájárult az is, hogy a Columbia Records főként olyan kislemezeket adott ki tőlük, amelyeken ő volt a szólóénekes, noha mindannyian énekeltek és dalszerzőként is közreműködtek az együttes produkcióinak létrehozatalában. Némileg enyhítette az együttes hangulatának romlását, hogy két újabb daluk, az A Hazy Shade of Winter (Simon and Garfunkel szerzeménye), majd pedig a melankólikus If She Knew What She Wants ismét szép sikereket ért el, az amerikai és európai listákon egyaránt.
Következő albumuk Everything címmel jelent meg 1988-ban, és rövid időn belül többszörös platinalemez lett. Ezen a lemezen szerepelt a Bangles mindmáig legnagyobb slágere, az Eternal Flame című ballada, ami egyben a legsikeresebb olyan szám lett, amelyet kizárólag lányokból álló együttes ad elő. A dalt részben az együttes tagjainak nem sokkal korábban Elvis Presley gracelandi emlékhelyén tett látogatása ihlette, de hatással voltak rá a lányok gyerekkori élményei is. [A dalnak a születése óta eltelt időszakban számos feldolgozása született, többek között Bonnie Tyler is előadta egy kétnyelvűre átdolgozott variánsát, amely először 2011-ben jelent meg Amour Éternel címmel.] A lemez sikerétől függetlenül az együttes tagjai hamarosan a szétválás mellett döntöttek; Susanna szólókarrierbe kezdett, Vicki pedig egy másik együtteshez csatlakozott.

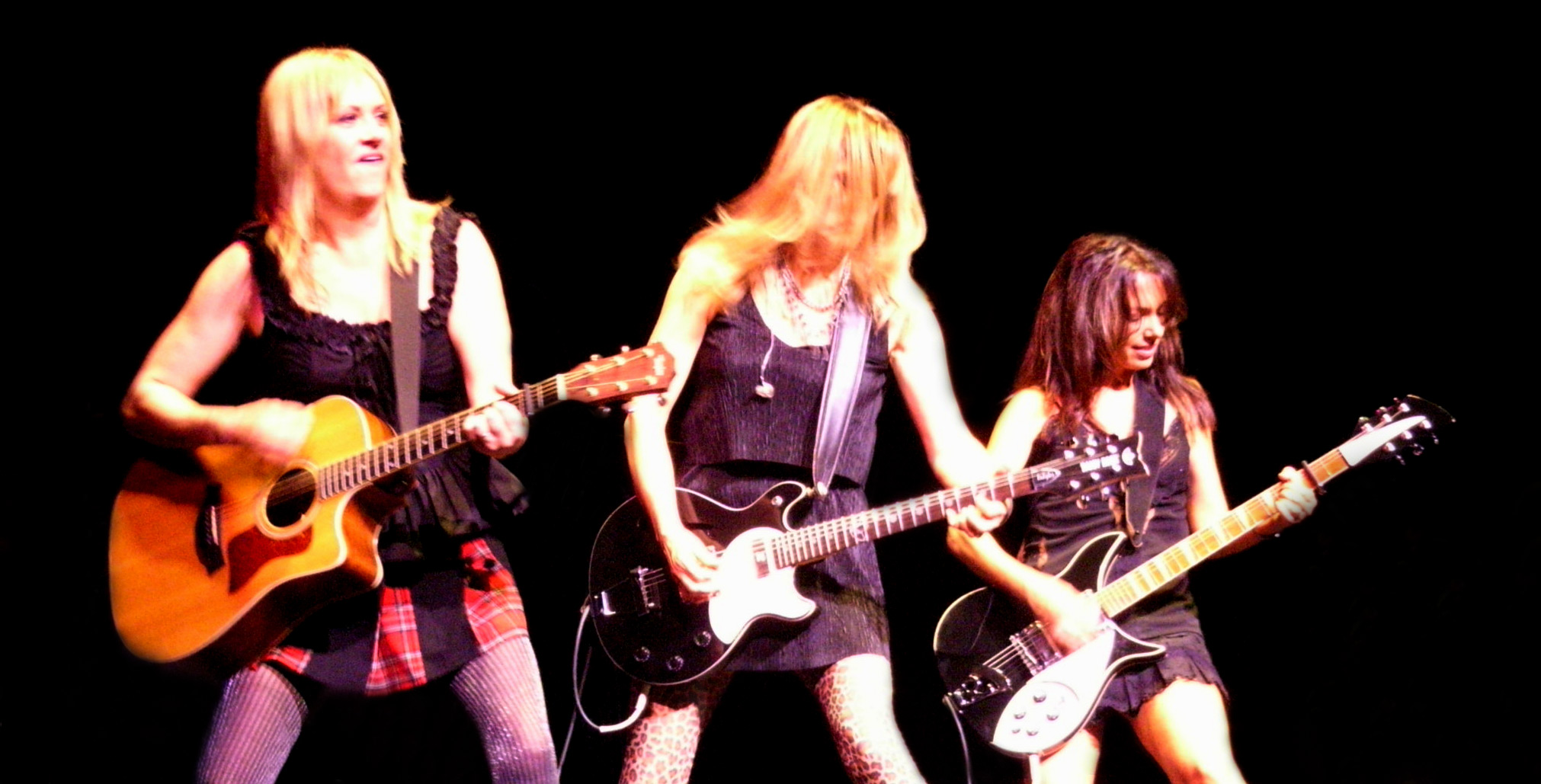
Sydney, 2010

Szólistaként Susanna nem ért el olyan sikereket, amikre számított, sőt a Columbia is megszakította vele a kapcsolatot, második szólóalbumának felvétele közben. Közben házasságot kötött Jay Roach filmrendezővel (Austin Powers-sorozat), akinek hatására ráállt, hogy újraalakítsa a Banglest, miután Jay felkérte őket egy dal megírására a KicsiKÉM – Austin Powers 2. (Austin Powers: The Spy Who Shagged Me) című filmje számára. Az együttes tagjai 1998-tól kezdtek ismét közeledni egymáshoz, majd 1999-ben hivatalosan is újraegyesültek, rövidesen megszületett a filmhez írt Get The Girl című számuk, 2000-ben pedig hosszabb turnéra indultak. 2003-ban adták ki az újraegyesülés utáni első albumukat, Doll Revolution címmel, de ezzel már nem tudták megismételni korábbi sikereiket. 2005-ben Michael Steele kivált az együttesből, helyére Abby Travis lépett, de néhány éven belül tőle is megvált a zenekar. Ötödik nagylemezüket 2009 tavaszán kezdték felvenni és 2011 szeptemberében adták ki, Sweetheart of the Sun címmel.
Michael Steele, aki a nagy sikerek idején a basszgitárosuk volt, nem vett részt az újraalapításban, viszont 2018-ban visszatért a csapatba elődje, Annette Zilinskas.

## Tagok
| - Susanna Hoffs – szólóének, vokál, gitár(1981–1989, 1998–) - Debbi Peterson – szólóének, vokál, dob, ütőhangszerek, akusztikus gitár(1981–1989, 1998–) - Vicki Peterson – szólóének, vokál, gitár(1981–1989, 1998–) - Annette Zilinskas – basszusgitár, harmonika (1981–1983) - Derrick Anderson – basszusgitár (2008–2016) | - Michael Steele – szólóének, vokál, basszusgitár, akusztikus gitár (1983–1989, 1998–2005) - Abby Travis – basszusgitár (2005–2008) |

## Diszkográfia

### Stúdióalbumok
- All Over the Place (1984)
- Different Light (1986)
- Everything (1988)
- Doll Revolution (2003)
- Sweetheart of the Sun (2011)

## Fordítás
Ez a szócikk részben vagy egészben  a   The Bangles című angol Wikipédia-szócikk fordításán alapul.  Az eredeti cikk szerkesztőit annak laptörténete sorolja fel. Ez a jelzés csupán a megfogalmazás eredetét és a szerzői jogokat jelzi, nem szolgál a cikkben szereplő információk forrásmegjelöléseként.